# Norman Garbo
Pour les articles homonymes, voir Garbo.
Norman Garbo, né le 15 février 1919 à New York et mort le 20 décembre 2017, est un écrivain de roman policier et un peintre américain.

## Biographie
Entre 1935 et 1937, il fait ses études au City College à New York, puis s'inscrit à l’Académie des Beaux-Arts de New York de 1938 à 1941. Pendant la Seconde Guerre mondiale, il sert dans l’aviation. Démobilisé, il devient conférencier, écrivain et peintre portraitiste. Parmi ses travaux remarquables se trouvent les portraits des présidents américains John Kennedy, Dwight David Eisenhower et Harry S. Truman. Il collabore régulièrement avec le Chicago Tribune où il rédige l’éditorial Pull Up and Easel. Certains de ses articles sont repris ultérieurement dans le recueil éponyme. Il écrit également plusieurs articles dans la presse new-yorkaise. 
Auteur de onze romans, dont deux ont été traduits en France. Agent trouble raconte l'histoire de Richard Burke, un agent secret américain ayant refusé d'accomplir un meurtre légalisé lors d'une mission à l'étranger. Ayant démissionné et changé de visage, il voit son passé ressurgir quand les témoins de son opération sont mystérieusement assassinés. Phillip Frank Messina a adapté ce roman pour le téléfilm Cache-cache mortel en 1989.

## Œuvre

### Romans
- Confrontation (1966), en collaboration avec Howard Goodkind
- The Movement (1969)
- Pull Up an Easel: How to Paint for Enjoyment (1976)
- To Love Again (1977)
- The Artist (1978)
- Cabal (1979)
- The Spy (1980) Publié en français sous le titre Agent trouble, Paris, Gallimard, Série noire no 1845, 1981.
- Turner's Wife (1983)
- Gaynor's Passion (1985) Publié en français sous le titre L’Apôtre, Paris, Gallimard, Presses de la Cité, 1987.
- A Sudden Maddness (1985)
- Dirty Secrets (1989)

## Adaptations

### À la télévision
- 1989 : Cache-cache mortel (1989), téléfilm américain réalisé par Phillip Frank Messina, d'après le roman The Spy.

## Sources
- Claude Mesplède (dir.), Dictionnaire des littératures policières, vol. 1 : A - I, Nantes, Joseph K, coll. « Temps noir », 2007, 1054 p. (ISBN 978-2-910-68644-4, OCLC 315873251), p. 812.
- Claude Mesplède et Jean-Jacques Schleret, SN, voyage au bout de la Noire : inventaire de 732 auteurs et de leurs œuvres publiés en séries Noire et Blème : suivi d'une filmographie complète, Paris, Futuropolis, 1982, 476 p. (OCLC 11972030), p. 147-148.
- Claude Mesplède  et   Jean-Jacques Schleret (Éd. rév. de: SN, voyage au bout de la Noire), Les auteurs de la Série noire, 1945-1995, Nantes, Joseph K, coll. « Temps noir », 1996, 627 p. (ISBN 978-2-910-68611-6, OCLC 300207570), p. 187-188.